# Miss World
|  | For den danske film af samme navn, se Miss World (film) |
Miss World er en skønhedskonkurrence for ugifte kvinder mellem 16 og 26 år. Konkurrencen har årligt mere end to milliarder TV-seere i over 200 lande og er dermed et af verdens mest set TV-program. Miss World er sammen med Miss Universe, Miss International, Miss Supranational og Miss Grand International en af "De Grand Slam" skønhedskonkurrencer i verden.
Varemærkets indehaver har siden 2000 været britiske Julia Morley.
Deltagerne i Miss World stiller op i følgende kategorier, hvor finalisterne udvælges til finaleaftenen:
- Beach Beauty
- Miss Talent
- Miss Sport
- Beauty With A Purpose
- Top Model
- Personality Award
- Peoples Choice
- Contestants Choice

Vinderne i hver kategori er direkte kvalificeret til finalen.

## Miss World-vindere
| År   | National titel               | Miss World                        | Land                    | Værtsland                       |
| ---- | ---------------------------- | --------------------------------- | ----------------------- | ------------------------------- |
| 2014 | Miss R.S.A.                  | Rolene Strauss                    | Sydafrika               | London, Storbritannien          |
| 2013 | Miss World Phillippines      | Megan Yong                        | Filippinerne            | Bali, Indonesien                |
| 2012 | Miss China World             | Yu Wenxia                         | Kina                    | Ordos, Kina                     |
| 2011 | Miss Venezuela               | Ivian Sarcos                      | Venezuela               | London, Storbritannien          |
| 2010 | U.S. Miss World              | Alexandria Mills                  | USA                     | Sanya, Kina                     |
| 2009 | Miss Gibraltar               | Kaiane Aldorino                   | Gibraltar               | Johannesburg, Sydafrika         |
| 2008 | Krasa Rossiy                 | Ksenia Sukhinova                  | Rusland                 | Johannesburg, Sydafrika         |
| 2007 | Miss China                   | Zhang Zilin                       | Kina                    | Sanya, Kina                     |
| 2006 | Miss České republiky         | Taťána Kuchařová                  | Tjekkiet                | Warszawa, Polen                 |
| 2005 | Ungfrú Ísland                | Unnur Birna Vilhjálmsdóttir       | Island                  | Sanya, Kina                     |
| 2004 | Reinas del Perú              | Maria Julia Mantilla García       | Peru                    | Sanya, Kina                     |
| 2003 | Miss World Ireland           | Rosanna Davison                   | Irland                  | Sanya, Kina                     |
| 2002 | Miss Türkiye                 | Azra Akin                         | Tyrkiet                 | Storbritannien og Nigeria       |
| 2001 | Most Beautiful               | Agbani Asenite Darego             | Nigeria                 | Sydafrika og Zambia             |
| 2000 | Femina Miss India            | Priyanka Mini Chopra              | Indien                  | Storbritannien och Maldiverna   |
| 1999 | Femina Miss India            | Yukta Mookhey                     | Indien                  | Storbritannien og Malta         |
| 1998 | Israel's Maiden of Beauty    | Linor Abargil                     | Israel                  | Seychellerna og Frankrig        |
| 1997 | Femina Miss India            | Diana Hayden                      | Indien                  | Seychellerna og Danmark         |
| 1996 | Star Hellas                  | Irene Skliva                      | Grekland                | Seychellerna og Indien          |
| 1995 | Miss Mundo Venezuela         | Jacqueline Aguilera Marcano       | Venezuela               | Sun City, Sydafrika             |
| 1994 | Femina Miss India            | Aishwarya Rai                     | Indien                  | Sun City, Sydafrika             |
| 1993 | Miss Jamaica                 | Lisa Hanna                        | Jamaica                 | Sun City, Sydafrika             |
| 1992 | Krasa Rossiy                 | Julia Alexandrovna Kourotchkina   | Rusland                 | Sun City, Sydafrika             |
| 1991 | Miss Mundo Venezuela         | Ninibeth Beatriz Leal Jiménez     | Venezuela               | Storbritannien og Atlanta       |
| 1990 | U.S. Miss World              | Gina Marie Tolleson               | USA                     | Storbritannien og Norge         |
| 1989 | Miss Polonia                 | Aneta Beata Kreglicka             | Polen                   | Hong Kong och Taiwan            |
| 1988 | Ungfrú Ísland                | Linda Pétursdóttir                | Island                  | Storbritannien og Spanien       |
| 1987 | Miss Österriech              | Ulla Weigerstorfer                | Østrig                  | Storbritannien og Malta         |
| 1986 | Miss Trinidad & Tobago World | Giselle Jeanne-Marie Laronde      | Trinidad og Tobago      | Storbritannien og Macau         |
| 1985 | Ungfrú Ísland                | Hólmfríður Karlsdóttir            | Island                  | London, Storbritannien og Miami |
| 1984 | Miss Mundo Venezuela         | Astrid Carolina Herrara Irrazábal | Venezuela               | London, Storbritannien          |
| 1983 | Miss U.K.                    | Sarah Jane Hutt                   | Storbritannien          | London, Storbritannien          |
| 1982 | Miss Mundo Dominicana        | Mariasela Alvarez Lebrón          | Dominikanske Republiken | London, Storbritannien          |
| 1981 | Miss Mundo Venezuela         | Carmen Josefina Pilín León Crespo | Venezuela               | London, Storbritannien          |
| 1980 | Miss Deutschland             | Gabriela Brum                     | Vesttyskland            | London, Storbritannien          |
| 1979 | Miss Bermuda                 | Gina Ann Casandra Swainson        | Bermuda                 | London, Storbritannien          |
| 1978 | Belleza Argentina            | Silvana Rosa Suárez Clarence      | Argentina               | London, Storbritannien          |
| 1977 | Fröken Sverige               | Mary Ann-Catrin Stävin            | Sverige                 | London, Storbritannien          |
| 1976 | Miss Jamaica                 | Cynthia Jean Breakspeare          | Jamaica                 | London, Storbritannien          |
| 1975 | Miss Mundo Puerto Rico       | Wilnelia Merced Cruz              | Puerto Rico             | London, Storbritannien          |
| 1974 | Miss R.S.A.                  | Anneline Kriel                    | Sydafrika               | London, Storbritannien          |
| 1973 | U.S. Miss World              | Marjorie Wallace                  | USA                     | London, Storbritannien          |
| 1972 | Miss World Australia         | Belinda Roma Green                | Australien              | London, Storbritannien          |
| 1971 | Miss Brasil                  | Lúcia Tavares Petterle            | Brasilien               | London, Storbritannien          |
| 1970 | Miss Grenada                 | Jennifer Josephine Hosten         | Grenada                 | London, Storbritannien          |
| 1969 | Miss Österreich              | Eva Reuber Staier                 | Østrig                  | London, Storbritannien          |
| 1968 | Miss World Australia         | Penelope Plummer                  | Australien              | London, Storbritannien          |
| 1967 | Reinas del Perú              | Madeleine Hartog-Bell Houghton    | Peru                    | London, Storbritannien          |
| 1966 | Femina Miss India            | Reita Faria                       | Indien                  | London, Storbritannien          |
| 1965 | Miss U.K.                    | Lesley Langley                    | Storbritannien          | London, Storbritannien          |
| 1964 | Miss U.K.                    | Ann Sidney                        | Storbritannien          | London, Storbritannien          |
| 1963 | Miss Jamaica                 | Carol Joan Crawford               | Jamaica                 | London, Storbritannien          |
| 1962 | Miss Nederland               | Catharina Johanna Lodders         | Nederlandene            | London, Storbritannien          |
| 1961 | Miss U.K.                    | Rosemarie Frankland               | Storbritannien          | London, Storbritannien          |
| 1960 | Belleza Argentina            | Norma Gladys Cappagli             | Argentina               | London, Storbritannien          |
| 1959 | Miss Nederland               | Corine Rottschäfer                | Nederlandene            | London, Storbritannien          |
| 1958 | Miss R.S.A.                  | Penelope Anne Coelen              | Sydafrika               | London, Storbritannien          |
| 1957 | Miss Suomi                   | Marita Lindahl                    | Finland                 | London, Storbritannien          |
| 1956 | Miss Deutschland             | Petra Susanna Schürmann           | Vesttyskland            | London, Storbritannien          |
| 1955 | Miss Mundo Venezuela         | Carmen Susana Duijm Zubillaga     | Venezuela               | London, Storbritannien          |
| 1954 | Malket Yamel El Misser       | Antigone Costanda                 | Egypten                 | London, Storbritannien          |
| 1953 | Miss France                  | Denise Perrier                    | Frankrig                | London, Storbritannien          |
| 1952 | Fröken Sverige               | May-Louise Flodin                 | Sverige                 | London, Storbritannien          |
| 1951 | Fröken Sverige               | Kicki Håkansson                   | Sverige                 | London, Storbritannien          |